# Henri James Bruce
Pour les articles homonymes, voir Bruce.
Cet article possède un paronyme, voir Henry Bruce.
Le révérend Henri James Bruce est un ornithologue américain, né en 1835 et mort en 1909.
Cet américain est ordonné prêtre en 1862. Marié un mois plus tard, il part pour l’Inde où il va servir durant quarante-six ans. Basé à plus de 200 km à l’est de Bombay, Bruce doit prêcher devant des populations qui n’ont jamais entendu parler du Christ. Il commence très tôt à s’intéresser aux cultures, religions et langues des communautés qu’il côtoie. Le révérend Bruce étudie de même l’histoire naturelle locale. Il découvre en 1870 un petit oiseau qu’il fait parvenir à Allan Octavian Hume (1829-1912) : c’est une espèce nouvelle, le traquet de Hume (Oenanthe alboniger).

## Sources
- Barbara Mearns & Richard Mearns (1988). Biographies for Birdwatchers. The Lives of Those Commemorated in Western Palearctic Bird Names. Academic Press (Londres) : xx + 490 p.  (ISBN 0-12-487422-3)
- Barbara Mearns & Richard Mearns (1998). The Bird Collectors. Academic Press (Londres) : xvii + 472 p.  (ISBN 0-12-487440-1)